# Brenzone
Brenzone – miejscowość i gmina we Włoszech, w regionie Wenecja Euganejska, w prowincji Werona.
Według danych na rok 2004 gminę zamieszkiwało 2357 osób, 47,1 os./km².